# Agullent
Agullent és un municipi del País Valencià situat a la comarca de la Vall d'Albaida.

## Història
De la llarga dominació musulmana, tenim escasses referències d'una torre i una alqueria àrab anomenada Agullen i una necròpolis d'època tardana. La població valenciana romana o la població indígena va anar arabitzant-se a poc a poc, tant en la cultura, religió, com en l'idioma, i al final de la dominació sarraïna, l'arabització espiritual i cultural va ser quasi completa. Jaume el Conqueridor va donar en feu el grup de casa d'Agullent al cavaller Guillem de l'Olivar, un dels capitans que el van ajudar en la conquesta d'Alcoi; però, en morir est sense descendència, va tornar a pertànyer al patrimoni reial, en temps de Jaume el Just.
Conquistades estes terres als moros entre 1244 i 1249, entren a formar part de la corona d'Aragó, de caràcter liberal, com manifesta l'heràldica de l'escut municipal. Després de la conquesta de les terres, els pobles són repoblats principalment per cristians que procedien de la Catalunya oriental i occidental, com també d'Aragó.
La història d'Agullent, a l'any 1585, apareix vinculada a Ontinyent, de la qual depèn en aspectes geogràfics, polítics, militars, judicials i religiosos.
L'actual Agullent naix com a nucli urbà en l'edat mitjana, fruit de l'emigració o població cristiana que va anar agrupant-se al voltant de l'església de Sant Bartomeu, i a l'entorn del molí fariner, construïts als segles xiv-xv.
Durant la Guerra de les Germanies, la documentació de la virreina, pel 1524, diu que Agullent és un "lloc o carrer de la vila d'Ontinyent". En esta guerra, primera revolució social de l'Europa moderna, intervé Agullent amb Ontinyent, agermanats amb altres poblacions reials valencianes, en contra dels abusos de l'aristocràcia.
A final de segle xvi, es va produir un augment de població i arribà a tindre 300 cases, cosa que suposava una població d'uns 1.200 habitants. A causa d'est augment demogràfic, Agullent va disposar del suficient poder econòmic (5 mil lliures) per a sol·licitar al rei Felip II el privilegi reial de constituir-se com a municipi autònom. A partir d'ací, Agullent es va convertir en universitat reial i es forma el Consell i els Jurats. Va ser la catòlica majestat del rei qui va alçar Agullent a un nou rang i li va donar dret a tindre vida pròpia.
Dos fets van contribuir posteriorment a la despoblació de la universitat: l'expulsió dels moriscos decretada per Felip III, a principis del segle xvii, i l'èxode a Ontinyent de moltes famílies durant el segle xviii. Estos fets van donar lloc a la desaparició de molts pobles que existien en la comarca abans de l'expulsió.
Al llarg dels segles posteriors, les vicissituds polítiques d'estat espanyol es van reflectir també en Agullent. En els inicis del segle xx, Agullent, va mamprendre un lent creixement que es va veure truncat per la Guerra de 1936, i que no es va reiniciar fins a la darreria dels anys cinquanta.
Un altre fet destacable va ser la prolongació de la línia de ferrocarril València-Xàtiva-Alcoi el 1902, la qual cosa va millorar el comerç i les comunicacions d'Agullent amb l'exterior.

## Etimologia
L'etimologia d'aquest poble té origen romà, del nom patronímic Aculianus, derivat d'Aculius, amb el canvi de partícula -an en -ent, tal com trobem en altres topònims valencians com Ontinyent, Bocairent, Llutxent, Crevillent.

## Símbols

Escut d'ús immemorial d'Agullent

L'escut oficial d'Agullent té el blasó següent:
| « | Un losange d'or amb quatre pals de gules, ressaltats amb una agulla d'argent com a element parlant, i per timbre una corona reial de vuit florons, visibles cinc. | » |

Es tracta d'un escut d'ús immemorial. Va ser rehabilitat per resolució de 10 d'abril de 1991, del conseller d'Administració pública, publicada en el DOGV núm. 1.542, de 15 de maig de 1991. Els quatre pals són les armes de l'antic Regne de València, i fan referència a la seva condició de vila reial. L'agulla és un element parlant al·lusiu al nom de la vila.

## Demografia
Al segle xv la població oscil·lava a l'entorn dels 400 habitants, el 1560 arribava als 1.000, i n'eren uns 1.200 a final del segle xvi. Al segle xvii minvà fins a prop dels 600, però augmentà progressivament, i el 1787 en tenia 1.059 habitants; el 1910 arribà a 1.129, el 1994 als 2.196 i el 2002 a 2.289. Actualment, segons L'INE (2011) té 2.479 habitants.
| segle xv | 1560  | 1787  | 1910  | 1990  | 1992  | 1994  | 1996  | 1998  | 2000  | 2002  | 2004  | 2006  | 2011  |
| -------- | ----- | ----- | ----- | ----- | ----- | ----- | ----- | ----- | ----- | ----- | ----- | ----- | ----- |
| 400      | 1.000 | 1.059 | 1.129 | 2.084 | 2.137 | 2.196 | 2.205 | 2.204 | 2.223 | 2.289 | 2.352 | 2.334 | 2.479 |

## Transports
L'estació de ferrocarril d'Agullent pertany a la línia 47 de mitjana distància, coneguda com a València-Xàtiva-Alcoi.

## Política i govern

### Composició de la Corporació Municipal
El Ple de l'Ajuntament està format per 11 regidors. En les eleccions municipals de 26 de maig de 2019 foren elegits 6 regidors de Compromís per Agullent (Compromís) i 5 d'Units per Agullent (UxA).
| Eleccions municipals de 26 de maig de 2019 - Agullent                                                                            |                                     |                                     |                                     |        |          |          |
| Candidatura | Candidatura                         | Candidatura                         | Cap de llista                       | Vots   | Vots     | Regidors |
| | Compromís per Agullent              |                                     | Pau Muñoz González                  | 846    | 55,11%   | 6 (-4)   |
| | Units per Agullent                  |                                     | Francisco José Pla García           | 618    | 40,26%   | 5 (+5)   |
| | Altres candidatures                 |                                     |                                     | 54     | 3,51%    | 0 ( -1)  |
| | Vots en blanc                       |                                     |                                     | 17     | 1,11%    |          |
| Total vots vàlids i regidors | Total vots vàlids i regidors        | Total vots vàlids i regidors        | Total vots vàlids i regidors        | 1.535  | 100 %    | 11       |
| | Vots nuls                           | Vots nuls                           | Vots nuls                           | 16     | 1,03%    |          |
| Participació (vots vàlids més nuls)                                                                                              | Participació (vots vàlids més nuls) | Participació (vots vàlids més nuls) | Participació (vots vàlids més nuls) | 1.551  | 79,95%** |          |
| Abstenció | Abstenció                           | Abstenció                           | Abstenció                           | 389*   | 20,05%** |          |
| Total cens electoral | Total cens electoral                | Total cens electoral                | Total cens electoral                | 1.940* | 100 %**  |          |
| Alcalde: Pau Muñoz González (Compromís) (15/06/2019) Per majoria absoluta dels vots dels regidors (6 vots de Compromís)          |                                     |                                     |                                     |        |          |          |
| Fonts: JEC, JEZ Ontinyent, M. Interior, Periòdic Ara. (* No són vots sinó electors. ** Percentatge respecte del cens electoral.) |                                     |                                     |                                     |        |          |          |

### Alcaldes
Des de 2019 l'alcalde d'Agullent és Pau Muñoz González de Compromís per Agullent (Compromís).
| Període                       | Alcalde o alcaldessa         | Partit polític | Data de possessió | Observacions |
| ----------------------------- | ---------------------------- | -------------- | ----------------- | ------------ |
| 1979–1983                     | José Pla Belda               | GDA            | 19/04/1979        | --           |
| 1983–1987                     | José Pla Belda               | AI             | 28/05/1983        | --           |
| 1987–1991                     | José Pla Belda               | AIA            | 30/06/1987        | --           |
| 1991–1995                     | Jose Antonio Casanova Galbis | PSPV-PSOE      | 15/06/1991        | --           |
| 1995–1999                     | Jose Antonio Casanova Galbis | PSPV-PSOE      | 17/06/1995        | --           |
| 1999–2003                     | Enrique Cerdà Bru            | PP             | 03/07/1999        | --           |
| 2003–2007                     | Enrique Cerdà Bru            | PP             | 14/06/2003        | --           |
| 2007–2011                     | Jesús Pla Herrero            | Bloc           | 16/06/2007        | --           |
| 2011–2015                     | Jesús Pla Herrero            | Bloc-Compromís | 11/06/2011        | --           |
| 2015–2019                     | Jesús Pla Herrero            | Compromís      | 13/06/2015        | --           |
| 2019-2023                     | Pau Muñoz González           | Compromís      | 15/06/2019        | --           |
| Des de 2023                   | n/d                          | n/d            | 17/06/2023        | --           |
| Fonts: Generalitat Valenciana |                              |                |                   |              |

## Economia
El terme municipal d'Agullent presenta una forma rectangular, amb una extensió de 16,52 km²; es dividix en dues parts: el secà i l'horta. En el secà, destaquen els cultius bàsics i tradicionals: l'olivera, la garrofera, l'ametler, la bresquillera, els cereals i la vinya. En l'horta, destaquen les hortalisses, la dacsa i els tarongers.
Només un 3% del total de la població es dedica íntegrament a l'activitat agrícola, mentre que un 10% treballen en l'agricultura els caps de setmana o en les estones lliures. La superfície cultivada abasta 600 Ha; i és el cultiu de major extensió l'olivera, seguit dels arbres fruiters i de l'ametler.
Els més de 2.250 habitants que viuen actualment en el municipi d'Agullent treballen majoritàriament en la indústria tèxtil, que ha substituït progressivament l'activitat agrícola, la qual ha quedat en un segon terme. Es tracta d'un teixit productiu format principalment per xicotetes i mitjanes empreses, cooperatives i tallers artesanals, dedicats en la seua major part a la fabricació de mantes, parafina, cera i a la confecció de gèneres de punt; entre d'altres.

## Monuments
- Convent del Sagrat Cor de Jesús, de Sant Jacint o de les Caputxines. BRL. XVI
- Ermita nova de Sant Vicent Ferrer. BRL. XVIII
- Ermita vella de Sant Vicent Ferrer. BRL. XV
- Església parroquial de Sant Bartomeu. BRL. XVII; S.XVIII capella Comunió.
- Museu del Molí Fariner

## Entorn natural
- La font de la Maciana: situada dins de la serra d'Agullent. S'hi pot arribar per un camí que passa per darrere de la piscina i s'endinsa serra amunt. Es tracta d'un paratge natural en contacte amb la natura, on els visitants aprofiten per a anar de pícnic i fer una excursió per la serra.
- La Covalta: és la màxima elevació de la serra d'Agullent (889 m); dins de la cova hi ha una fonteta d'aigua freda. Des d'allí, es pot contemplar una de les panoràmiques més belles de tota la Vall d'Albaida.

## Gastronomia
La cuina valenciana d'Agullent està condicionada, com totes, pel seu medi o entorn, la qual presenta certes singularitats que compartix amb altres pobles valencians. La gastronomia d'Agullent presenta gran varietat de plats típics i exquisits, així com els embotits casolans i artesanals.
En est municipi, destaquen diversos plats que configuren una sana dieta mediterrània: cassola d'arròs al forn; olla amb pilotes (putxero); arròs d'hivern: bledes, naps i fesols; paella amb pollastre i conill; pericana: pebre, albergina, bacallà; coques de farina amb aladroc; cansalada viada amb tomaca i pimentó; embotits: botifarra de ceba, botifarra de carn, llonganissa, salsitxa casolana, sobrassada…; pastes típiques: rotllets d'aiguardent, pastisets de moniato, coques, tant dolces com salades, fogassa, bescuits i coca d'ametla.

## Festes de moros i cristians

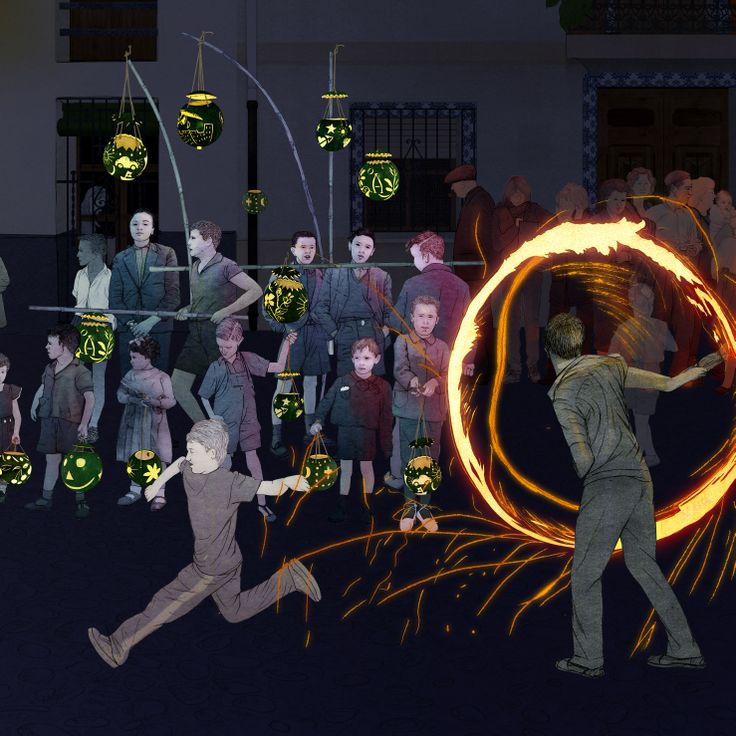
Imatge del Museu Valencià d'Etnologia representant la nit de les fogueretes, amb els fanalets i una falla rodant

Per l'abril, se celebren cada any les festes de moros i cristians, coincidint el seu inici amb el primer cap de setmana després de Pasqua. La primera referència sobre estes festes data de 1883: es publica en el Diari Mercantil del 25 de març el programa d'actes de festa en honor de sant Vicent Ferrer. Des de llavors i com cada any al llarg de 4 dies, els carrers s'omplen de filaes i comparses que escenifiquen la lluita entre el bàndol cristià i moro i la conquesta de la plaça per les tropes de Jaume I. Els festejos pròpiament dits comencen abans de la data mencionada, donant lloc a actes solemnes com la presentació dels capitans i la publicació.

## Fills il·lustres
- Emili Casanova Herrero (Agullent, 1956), filòleg membre de l'Acadèmia Valenciana de la Llengua.